# A Estrada do Mar
A Estrada do Mar é um livro de poesias de autoria do escritor brasileiro Jorge Amado, membro da Academia Brasileira de Letras, publicado em 1938.